# Ludwik Gross

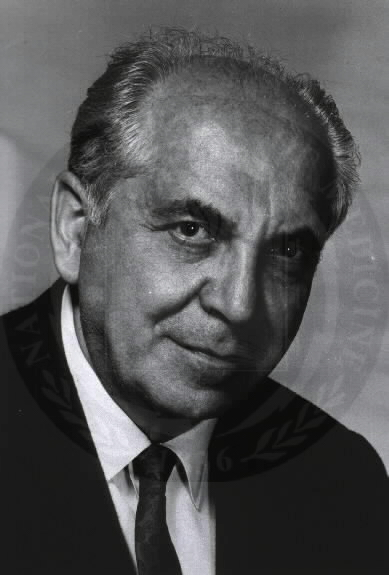
Ludwik Gross, 1904–1999

Ludwik Gross (* 11. September 1904 in Krakau; † 19. Juli 1999 in New York, (NY)) war ein polnisch-US-amerikanischer Krebsforscher und Virologe. Er wurde bekannt durch seine Arbeiten über Tumorviren.

## Leben
Gross wurde in Krakau, im damaligen Kronland Galizien der österreich-ungarischen Monarchie geboren. Er entstammte einer großbürgerlichen assimilierten jüdischen Familie. Seine Eltern waren beide Rechtsanwälte und sein Vater war Parlamentsabgeordneter für Krakau im Reichsrat, dem Parlament der österreichischen Reichshälfte. Gross studierte an der Jagiellonen-Universität Krakau Medizin und schloss das Studium mit dem Doktorgrad 1929 ab. Er arbeitete drei Jahre in Krakau am St.-Lazarus-Krankenhaus und ging anschließend für einen Forschungsaufenthalt für einige Jahre (1932–1939, mit Unterbrechungen) an das Institut Pasteur in Paris, wo er sich auf die Krebsforschung spezialisierte. 1940 emigrierte er wegen der zunehmenden Gefahr durch den Nationalsozialismus in Europa in die Vereinigten Staaten und arbeitete zunächst am Krankenhaus von Cincinnati, Ohio. 1943–1945 diente er im U.S. Army Medical Corps. Nach dem Zweiten Weltkrieg wurde er Direktor der Krebsforschungsabteilung am Bronx Veterans Affairs (VA) Hospital in New York. Sein Labor bestand zunächst nur aus einem einzigen Raum. Nach und nach baute er es zu einer Krebsforschungs-Einheit auf. 1957–1960 war er Gastwissenschaftler am Memorial Sloan-Kettering Cancer Center in New York City. 1971 erhielt er eine Professur an der Mount Sinai School of Medicine. Gross starb 1999 im Alter von 94 Jahren an Magenkrebs.

## Wissenschaftliche Leistungen
Wissenschaftliches Hauptthema waren zeit seines Lebens die Krebsforschung und dabei besonders die Rolle von Viren bei der Krebsentstehung. 1951 entdeckte Gross, dass Leukämie bei Mäusen durch ein übertragbares Virus ausgelöst wird, das Maus-Leukämie-Virus (MLV). Gross blieb überzeugt, dass ein Teil auch der menschlichen Krebserkrankungen durch Viren verursacht sei. Weil diese Viren lange nicht gefunden wurden, sah er sich starker Kritik ausgesetzt. Erst die Entdeckung des Epstein-Barr-Virus 1963 und der humanen Retroviren HTLV-1 und HTLV-2 1980–1982 ließ die Kritik abebben.

## Auszeichnungen
Gross erhielt zahlreiche Auszeichnungen für seine Arbeiten:
- R.R. de Villiers Foundation (Leukemia Society) Award for Leukemia Research (1953)
- Walker Prize of the Royal College of Surgeons of England in London (1961)
- Pasteur Silbermedaille des Institut Pasteur (1962)
- WHO United Nations Preis für Krebsforschung (1962)
- Bertner Foundation Award (1963)
- Special Virus Cancer Program Award des National Cancer Institute (1972)
- Albert Lasker Basic Medical Research Award (1974)
- William B. Coley Award (1975)
- Paul-Ehrlich-und-Ludwig-Darmstaedter-Preis in Frankfurt am Main (1978)
- Prix ARC Léopold Griffuel in Paris (1978).

1973 wurde er in die National Academy of Sciences aufgenommen und 1977 in die französische Ehrenlegion.

## Werke
- Ludwik Gross Oncogenic Viruses (2 Bände) Pergamon Press, 1. Auflage 1961, zweite Auflage 1970, dritte Auflage 1983 (ISBN 0-08-026830-7)